# Sankt Thomas Sogn
Sankt Thomas Sogn 

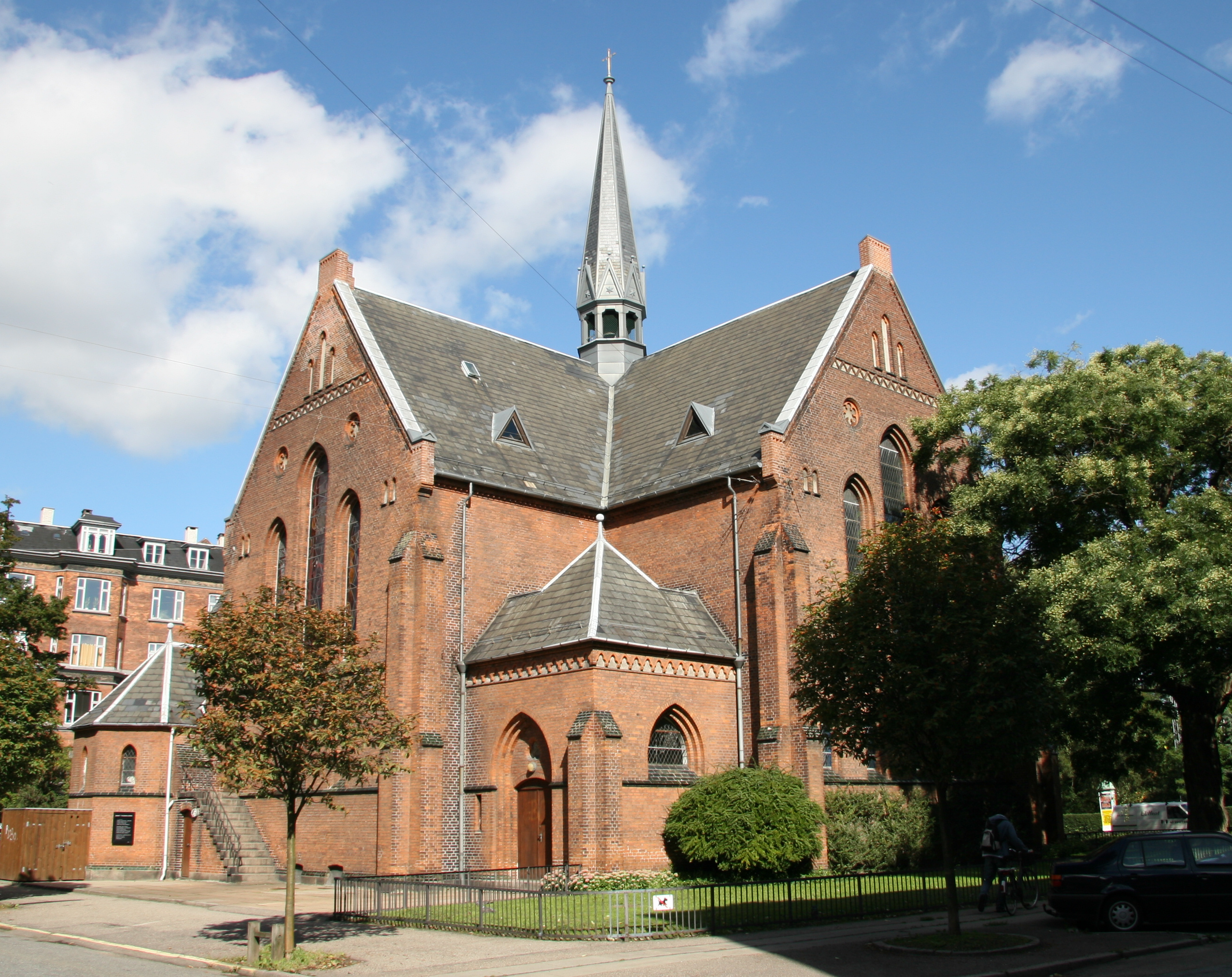
Sankt Thomas Kirke

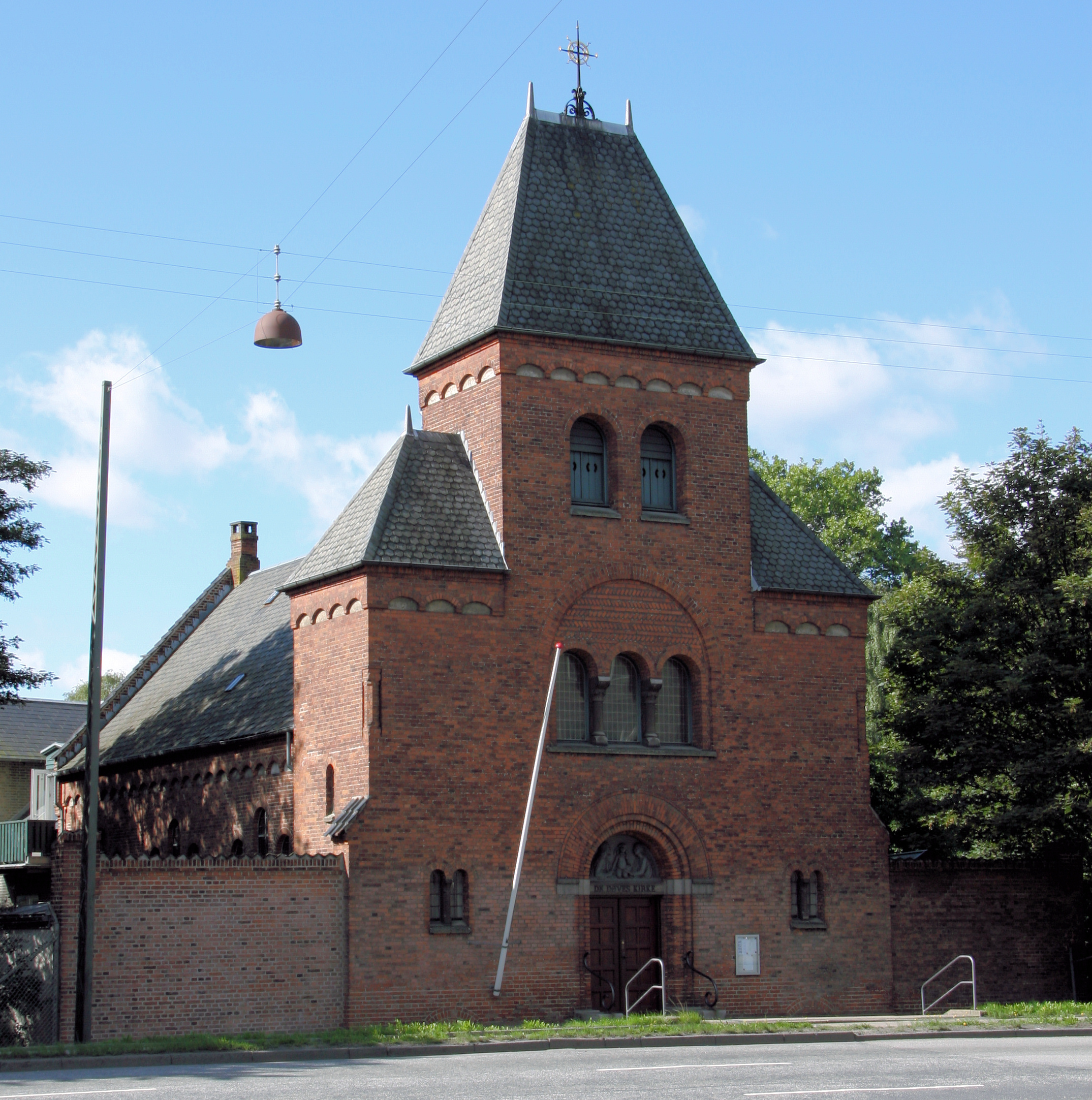
De Døves Kirke

ist eine Kirchspielsgemeinde (dän.: Sogn)
in der Stadt Frederiksberg im Nordosten der dänischen Insel Sjælland.
Bis 1970 gehörte sie zur Harde Sokkelund Herred im damaligen Københavns Amt, danach zur amtsfreien Frederiksberg Kommune, die im Zuge der  Kommunalreform zum 1. Januar 2007 Teil der Region Hovedstaden geworden ist.
Von den 104.664 Einwohnern von Frederiksberg leben 9323 im Kirchspiel Sankt Thomas (Stand: 1. Januar 2023).
Im Kirchspiel liegen die Kirchen „Sankt Thomas Kirke“ und „De Døves Kirke“.
Nachbargemeinden sind im Nordosten Mariendals Sogn, im Westen Sankt Lukas Sogn, im Südwesten Solbjerg Sogn und im Süden Sankt Markus Sogn, ferner in der Frederiksberg umgebenden København Kommune (dt.: Kopenhagen) im Osten Bethlehem Sogn und im Norden Blågårdens Sogn.